# Katowicki Klub Karate Kyokushin Dojo Machulec
Katowicki Klub Karate Kyokushin Dojo Machulec – sekcja karate założona w 1994 roku, przez Beatę i Piotra Machulców. Klub działa w Liceum Ekonomicznym przy ul. Raciborskiej 3 w Katowicach.

## Historia
Sekcja rozpoczęła swoją działalność w 1994 roku na AWF w Katowicach. Na początku była jedna mała grupka dla dzieci i młodzieży. Obecnie sekcja składa się z grupy dziecięcej oraz młodzieży, dorosłych, grupę zaawansowaną oraz dla zawodników. Wszystkie te grupy ćwiczą w Zespole Szkół Ekonomicznych.
Pierwszym sukcesem było drużynowe zwycięstwo w Mistrzostwach Katowic dzieci i kadetów, które odbyły się w 1996 roku.
Sześcioro zawodników sekcji należy do kadry narodowej, startują na Mistrzostwach Europy.

## Osiągnięcia
Pierwszym osiągnięciem w walce pełno kontaktowej było trzecie miejsce zdobyte przez Michała Krzaka w kategorii otwartej na Mistrzostwach Polski Juniorów w Bydgoszczy w 1998 r. W roku 2000 na turnieju w Chełmie klub startował po raz pierwszy w zawodach seniorów. Zdobyli na nich srebro – Paulina Pawlusek oraz brąz – Michał Krzak. Spektakularnym sukcesem była wygrana Michała Krzaka w kategorii 80 kg i drugie miejsce w kategorii do 55 kg Pauliny Pawlusek na Pucharze Polski w Gliwicach w 2001 r. W finale kategorii do 65 kg spotkały się ich dwie zawodniczki: Magdalena Lewińska i Dobrosława Sołtysik. W Sosnowcu 2002 roku na Mistrzostwach Polski Open wśród kobiet wszystkie miejsca na podium zostały zajęte przez reprezentantki klubu. Na wagowych Mistrzostwach Polski w 2004 roku we Włocławku przedstawicielki klubu zwyciężyły we wszystkich kategoriach, również w drużynowej, przedstawiciele zajęli trzecie miejsce w kategorii drużynowej, oraz pierwsze miejsce w kategorii do 80 kg. Rokrocznie od 2007 klub wystawia swoich reprezentantów na Mistrzostwa Makroregionu Śląskiego. Zawodnicy z Dojo Machulec walczyli również na różnych zawodach takich jak Międzynarodowe Mistrzostwa Austrii, Mistrzostwa Ameryk OPEN, Puchar Polski, Challanger Kyokushin, Gala Kokoro Cup, Mistrzostwa Polski Juniorów i Puchar Śląska Juniorów.

### Mistrzostwa Europy
- 2007 Volos – Kumite kobiet (kat. -65 kg): pierwsze miejsce[3];
- 2007 Riesa – OPEN – Kumite kobiet: trzecie miejsce. Kumite mężczyzn: piąte miejsce[4];
- 2008 Hiszpania – Kumite kobiet (kat. -65 kg): trzecie miejsce. Kumite mężczyzn (kat. -80 kg): trzecie miejsce[5];
- 2008 Varna – OPEN – Kumite mężczyzn: piąte miejsce[6];
- 2009 Kijów – Kumite kobiet (kat. -65 kg): trzecie miejsce. Kumite mężczyzn (kat. -80 kg): trzecie miejsce[7];
- 2010 Bukareszt –  Kumite kobiet (kat. -55 kg): trzecie miejsce. Kumite mężczyzn (kat. -80 kg): trzecie miejsce[8];
- 2011 Padwa –  Kumite kobiet (kat. -55 kg): trzecie miejsce[9].
- 2012 Budapeszt –  Kumite kobiet (kat. -55 kg): pierwsze miejsce[10];
- 2013 Kijów – Kumite kobiet (kat. -55 kg): pierwsze miejsce[11];
- 2014 Varna – Kumite kobiet (kat. -55 kg): trzecie miejsce[12];
- 2015 Berlin – Kumite kobiet (kat. wagowa): trzecie miejsce[13];
- 2015 Sosnowiec – OPEN – Kumite kobiet: trzecie miejsce[13];
- 2016 Varna – Kumite kobiet (kat. wagowa): trzecie miejsce[14].

### Mistrzostwa Polski Seniorów
- 2007 Rzeszów –  Kumite kobiet (kat. -55 kg): drugie i trzecie miejsce, (kat. -65 kg): pierwsze i drugie miejsce, (kat. +65 kg): pierwsze miejsce. Kumite mężczyzn (kat. -80 kg): pierwsze miejsce[15];
- 2007 Legnica – OPEN  –  Kumite kobiet: drugie i trzecie miejsce. Kumite mężczyzn: pierwsze miejsce. Tytuł najlepszego zawodnika oraz pierwsze miejsce w klasyfikacji drużynowej[16];
- 2008 Gliwice – OPEN – Kumite kobiet: pierwsze miejsce[17];
- 2009 Sieradz – Kumite kobiet (kat. -55 kg): drugie miejsce, (kat. -65 kg): drugie i trzecie miejsce. Kumite mężczyzn (kat. -90 kg): pierwsze miejsce[18];
- 2012 Sosnowiec – Kumite kobiet (kat. -55 kg): pierwsze miejsce. Kumite mężczyzn (kat. -75 kg): trzecie miejsce, (kat. -80 kg): drugie miejsce. Pierwsze miejsce w klasyfikacji drużynowej[19];
- 2014 Katowice – Kumite kobiet (kat. -55 kg): drugie miejsce, (kat. +55 kg): trzecie miejsce. Kumite mężczyzn (kat. -75 kg): trzecie miejsce, Kumite mężczyzn (kat. -90 kg): drugie miejsce[20];
- 2017 Sosnowiec – Kumite kobiet (kat. -55 kg): drugie miejsce. Kumite mężczyzn (kat. -70 kg): pierwsze miejsce[21];
- 2018 Limanowa – Kumite kobiet (kat. -60 kg): dwa trzecie miejsca.

## Zawodnicy

### Seniorzy

#### Mężczyźni
- Michał Krzak – kilkukrotny mistrz Polski i Śląska w Kumite (kategoria do 80 kg);
- Daniel Szymański – I miejsce w Kumite na XXXII Mistrzostwach Śląska Jastrzębie Zdrój 2012[22];
- Grzegorz Jaszczuk – III miejsce na XXXIX Mistrzostwach Polski Seniorów Sosnowiec 2012 w Kumite (kategoria do 75 kg)[23];
- Jakub Majer – III miejsce Austrian OPEN Wiedeń 2010, dwukrotny mistrz Makroregionu[24];
- Dawid Gogola –  III miejsce w Kumite na XXXII Mistrzostwach Śląska Jastrzębie Zdrój 2012;
- Łukasz Woźniak;
- Joachim Janda – wicemistrz w Kumite na Mistrzostwach Śląska Karate Kyokushin w Bielsku-Białej 2018 (kategoria do 80 kg)[25];
- Paweł Machulec – mistrz Śląska w Kumite na XXIX Mistrzostwach Śląska Katowice 2009 (kategoria do 75 kg)[26];
- Tomasz Nowak;
- Leszek Zatorski;
- Tomasz Schimpei.

#### Kobiety
- Agata Zjawińska – dwukrotna mistrzyni Europy - Budapeszt 2012[27] oraz Kijów 2013 (kategoria do 55 kg.) oraz kilkukrotna mistrzyni Polski w Kumite (kategoria do 65 kg)[28];
- Magdalena Wójcik – mistrzyni i wicemistrzyni Polski i Europy w Kumite (kategoria OPEN oraz do 65 kg)[29];
- Barbara Solak – mistrzyni Śląska w Kumite na Mistrzostwach Śląska w Katowicach 2004 (kategoria do 55 kg)[30];
- Edyta Obrzut – II miejsce w Kumite na XXXII Mistrzostwach Śląska Jastrzębie Zdrój 2012[31];
- Agnieszka Chmura;
- Sabina Średniawska – I miejsce na XXXII Mistrzostwa Śląska - Jastrzębie Zdrój;
- Agnieszka Helińska –  III miejsce w Kumite na III Międzynarodowych Mistrzostwach Austrii (kategoria do 55 kg)[32];
- Sabina Lach;
- Agata Wawrzkiewicz;
- Marta Mazurek;
- Laura Piejko;
- Małgorzata Solak – wicemistrzyni w Kumite na Mistrzostwach Śląska w Katowicach 2004 (kategoria powyżej 55 kg)[33];
- Aleksandra Spendel - III miejsce na 38 Mistrzostwach Śląski Karate Kyokushin Bielsko-Biała marzec 2018 (kategoria do 60 kg).

### Juniorzy
- Nadia Machulec – złoto w Pucharze Śląska Dzieci i Młodzieży w Rudzie Śląskiej 2019;
- Magdalena Jagiełło – srebro w Pucharze Śląska Dzieci i Młodzieży w Rudzie Śląskiej 2019;
- Weronika Galos – brąz w Pucharze Śląska Dzieci i Młodzieży w Rudzie Śląskiej 2019;
- Alicja Mirek – brąz w Pucharze Śląska Dzieci i Młodzieży w Rudzie Śląskiej 2019.